# Soul Quest Overdrive
Soul Quest Overdrive è una serie televisiva animata statunitense del 2011, creata da Dave Willis e Matt Maiellaro.
La serie ruota attorno a quattro attrezzature sportive antropomorfe che vivono insieme: Bert, Mortimer, Tammy e Mick. Si rivelano essere fortemente squilibrati e incline alla violenza.
Nata come spin-off della serie animata Aqua Teen Hunger Force, la serie è stata selezionata per una serie completa in seguito alla pubblicazione dell'episodio Meals on Wheels sul sito ufficiale di Adult Swim il 26 febbraio 2010, come parte di un concorso dove sono stati presentati altri episodi pilota. In seguito è stata trasmessa ufficialmente negli Stati Uniti su Adult Swim il 24 maggio 2011 (all'interno dello spazio DVR Theater della rete), per un totale di 4 episodi ripartiti su una stagione.

## Trama
La serie è incentrata sulle disavventure di quattro attrezzature sportive antropomorfe: Bert, Mortimer, Tammy e Mick, che vivono insieme in un camper. Nonostante si professino cristiani evangelici, sono dei tossicodipendenti inclini a comportamenti estremamente impulsivi e distruttivi.

## Episodi
| Stagione       | Episodi | Prima TV USA | Prima TV Italia |
| -------------- | ------- | ------------ | --------------- |
| Prima stagione | 4       | 2011         | inedita         |

## Personaggi e doppiatori
- Bert, voce originale di David Cross.
- Mortimer, voce originale di H. Jon Benjamin.
- Tammy, voce originale di Kristen Schaal.
- Mick, voce originale di Gavin McInnes.

## Produzione

### Ideazione e sviluppo
Nato originariamente come spin-off della serie animata Aqua Teen Hunger Force, Soul Quest Overdrive è stato creato dagli stessi Matt Maiellaro e Dave Willis ed è stato concepito nel 2010 per una serie da sei episodi.
I personaggi sono apparsi, seppur con caratteristiche fisiche diverse, inizialmente nell'ultimo episodio della quinta stagione Bible Fruit di Aqua Teen Hunger Force. L'episodio presenta i personaggi principali di Soul Quest Overdrive (con l'eccezione di Mick) sotto forma di frutti antropomorfi, ma furono trasformati in quattro attrezzature sportive in occasione dello spin-off. I doppiatori dei personaggi sono rimasti gli stessi apparsi in Bible Fruit: David Cross per Bert, H. Jon Benjamin per Mortimer e Kristen Schaal per Tammy. Il personaggio di Mick non è apparso né nell'episodio pilota che in Bible Fruit. Gavin McInnes, che ha fornito la voce di Mick, è stato contattato personalmente da Adult Swim, la quale ha chiesto di doppiare il personaggio di Mick con un forte accento scozzese.
Poco dopo le prime quattro puntate, McInnes ha confermato la cancellazione della serie, accusando gli altri membri del cast di non essere stati "così divertenti" come lui.
L'episodio Meals on Wheels è stato originariamente pubblicato online il 26 febbraio 2010, come parte di un concorso in cui gli spettatori potevano guardare e votare un episodio pilota che volevano far andare in onda sul blocco Adult Swim. Alla fine Soul Quest Overdrive è stato sconfitto da Cheyenne Cinnamon and the Fantabulous Unicorn of Sugar Town Candy Fudge, andato in onda il 29 marzo 2010. Anche se Cheyenne Cinnamon ha vinto il concorso, non è mai stato preso in considerazione per una serie completa a differenza di Soul Quest Overdrive. Il 24 maggio 2011, altri tre episodi di Soul Quest Overdrive sono andati in onda sul DVR Theater di Adult Swim, insieme al debutto televisivo di Meals on Wheels. Nessun altro episodio è stato distribuito dopo il debutto della serie, anche se l'episodio pilota originale, inedito in televisione, è stato reso disponibile precedentemente sul sito di Adult Swim.

### Sceneggiatura e regia

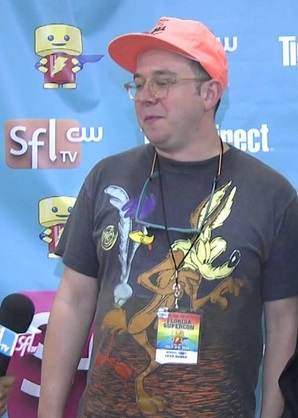
Lear Bunda, sceneggiatore e montatore di Soul Quest Overdrive

Il processo di sceneggiatura coinvolgeva delle bozze scritte da Nick Ingkatanuwat, John Brestan e/o Lear Bunda che in seguito venivano mostrate a Matt Maiellaro e Dave Willis. Insieme hanno sceneggiato tutti e quattro gli episodi di Soul Quest Overdrive insieme all'episodio pilota mai trasmesso. La serie ha avuto due ulteriori episodi mai trasmessi, di cui il sesto ha raggiunto la fase di sceneggiatura ma mai approvato. La regia è stata affidata a Maiellaro e Willis.

### Montaggio
Il montaggio è stato affidato a Ingkatanuwat, Brestan, Bunda e Pierre Cerrato. Secondo Brestan è stato realizzato in modo simile alla serie animata Squidbillies di Adult Swim, in cui tagliavano gli animatic su Final Cut Pro e mandati poi allo studio di animazione Radical Axis che li animava con Adobe Flash.